# Mfecane

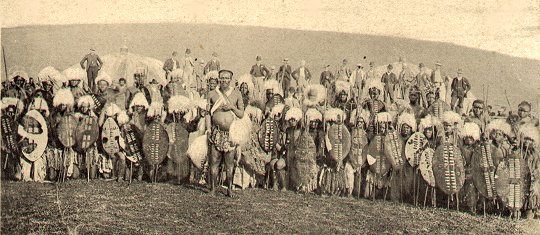
Zulukrieger, die meisten mit typischem Kopfschmuck, Postkarte aus dem 19. Jahrhundert

Der Begriff Mfecane (Aussprache in isiZulu: [mfeˈǀanɛ]; Sesotho Difaqane oder Lifaqane [difaˈǃˀanɛ] „Zerquetschung, [erzwungene] Zerstreuung“) steht für eine Periode von Chaos, hoher Sterblichkeit und kriegerischer Unruhe im südlichen Afrika etwa zwischen 1817 und 1840.

## Ursachen
Der Auslöser der Mfecane ist unklar. Einerseits führte der Aufstieg des Zulu-Königs Shaka zu Kriegen und Vertreibungen, die ihrerseits weitere Vertreibungen zur Folge hatten. Andererseits hatte von 1790 bis 1820 im südlichen Afrika eine lange Dürre geherrscht, die zu Hunger und Wanderungsdruck führte. Drittens spielte offenbar der Elfenbeinhandel mit der nahegelegenen portugiesischen Kolonie Baía da Lagoa eine Rolle. Auch der Sklavenhandel mit den Portugiesen soll sich konfliktreich ausgewirkt haben.

## Verlauf

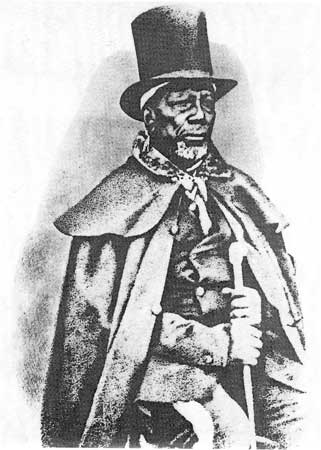
Moshoeshoe I.

Die Ndwandwe unter Zwide kaLanga, die im Nordosten des heutigen Südafrikas lebten, griffen 1817 die südlich angesiedelte Mthethwa-Konföderation unter Dingiswayo an, nachdem sich diese mit den Tsonga verbündet hatte, um die Handelsrouten zur Delagoa-Bucht zu sichern. Die Mthethwa wurden geschlagen, Dingiswayo getötet. Daraufhin griff Shaka die Ndwandwe an und besiegte sie. Mehrere Gruppen der Ndwandwe verließen ihr angestammtes Siedlungsgebiet. Teilweise nutzten sie ähnliche Kriegstaktiken wie Shaka und schufen sich so neuen Siedlungsraum. Eine Gruppe unter Soshangane zog nach Mosambik und bildete dort nach Assimilation der Tsonga das Gaza-Reich, das bis 1895 Bestand hatte. Zwangendaba, ein Kommandeur der Ndwandwe-Armee, floh zunächst mit Soshangane nordwärts und gründete später das Ngoni-Reich im Gebiet zwischen dem Tanganjika- und dem Malawisee.
Shaka assimilierte zwar die unterworfenen Stämme, beschränkte dies aber normalerweise auf Frauen und junge Männer. Alte und Männer im wehrfähigen Alter wurden getötet, soweit sie nicht fliehen konnten. Mittelbar führte die Mfecane zur Bildung und Verfestigung anderer Gruppen wie der Ndebele, der Mfengu und der Makololo sowie zur Bildung von Staaten wie dem heutigen Lesotho.
Die Amangwane, die im heutigen KwaZulu-Natal lebten, gehörten wie die meisten beteiligten Ethnien zu den Nguni. Sie wurden um 1821 Richtung Westen vertrieben, wo sie die Amahlubi verdrängten. Diese bedrängten 1822 ihrerseits die Batlokoa. Unter Sekonyela griffen diese nun die Bakoena unter Moshoeshoe I. an. Durch geschickte Diplomatie und taktisch günstig angelegte Gebirgsforts, darunter Thaba Bosiu, konnte sich Moshoeshoe gegen die Angreifer behaupten und so die Mfecane überstehen, auch wenn sein Volk von Westen her von Griqua, Koranna und schließlich auch den Buren bedrängt wurde. Moshoeshoe integrierte geschwächte Ethnien, etwa die Barolong und Teile der Amahlubi, und gründete so das Volk der Basotho. 1828 hatten auch die Amangwane Thaba Bosiu erfolglos angegriffen. Ein Teil von ihnen unter ihrem Anführer Matiwane zog in die spätere Transkei, während andere Amangwane ebenfalls von den Basotho integriert wurden. Am Rand des Basotho-Territoriums kam es im Verlauf der Mfecane zu Kannibalismus, dem unter anderem Moshoeshoes Großvater Peete zum Opfer fiel. Durch die ab 1833 dort lebenden Missionare wurde dies dokumentiert. Die Amangwane unter ihrem Anführer Matikane zogen in die spätere Transkei. Nachdem sie 1828 gegen die Truppen der Kapkolonie die „Schlacht von Mbolompho“ verloren hatten, zogen sie nordwärts in das spätere Natal.
Etwa im Zentrum der heutigen Provinz Ostkap bildeten sich aus Mfecane-Flüchtlingen und isiXhosa-sprachigen Gruppen die Mfengu. 
Der Volksgruppe der Swasi gelang es, sich des Zulu-Ansturmes zu erwehren. Sie gründeten ein Königreich, das bis heute Bestand hat, zunächst unter dem Namen Swasiland und seit 2018 als Eswatini. Allerdings musste das Oberhaupt Sobhuza I. zwei seiner Töchter an Shaka abgeben.

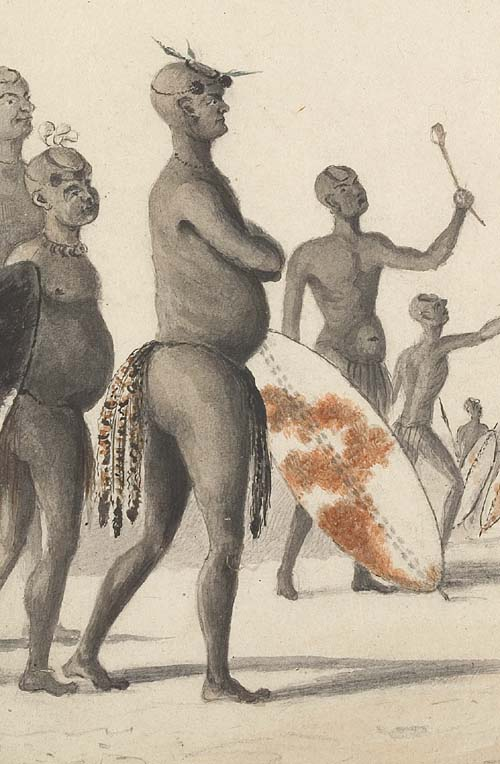
Mzilikazi

Der Zulu-General Mzilikazi spaltete sich von König Shaka ab und bildete etwa von 1826 bis 1836 eine Herrschaft im Gebiet der späteren südafrikanischen Provinzen Freistaat und Transvaal, die von großer Gewalt geprägt gewesen sein soll. Als Reaktion auf den Großen Treck der Buren zog er nordwärts über den Limpopo in den Süden des heutigen Simbabwe. Dort unterwarf er den Shona-Staat der Changamire (Rozwi), später auch den Mutapa-Staat, und errichtete das Matabele-Königreich, das bis 1888 (Unterwerfung durch Cecil Rhodes’ British South Africa Company) bzw. 1896 (Sieg offizieller britischer Kolonialtruppen) existierte.

## Cobbing-Kontroverse
Der britische Historiker Julian Cobbing, damals Professor an der südafrikanischen Rhodes University, sorgte 1988 mit seiner Untersuchung der Mfecane für Aufsehen. Er sah die Mfecane als notwendige Reaktion der Bevölkerung auf Dürre und Hunger sowie auf den von den Portugiesen und Briten ausgeübten Sklavenhandel. Die bisherige These, dass die Mfecane vor allem eine Zeit von Gewalt von Schwarzen gegen Schwarze gewesen sei, lehnte er ab, da sie von Verteidigern der Apartheid erdacht worden sei. Die Diskussion um Cobbings Hypothesen wurde als „Cobbing-Kontroverse“ bekannt. Forscher lobten die Beschreibung des entstehenden Zulu-Reiches, kritisierten aber auch, dass Cobbing die Rolle kriegsführender Ethnien und des Elfenbeinhandels zu wenig berücksichtigt habe. Auch habe der Sklavenhandel erst nach dem Aufstieg Shakas an Bedeutung gewonnen. Der Historiker John Wright von der ehemaligen Universität von Natal stimmte Cobbing in manchen Punkten zu. Unter anderem kritisierte er, dass vor Cobbings Veröffentlichung die Mfecane nicht im Kontext der Jahrzehnte davor gesehen wurde, sondern als „benennbare ‚Tatsache‘ in der Geschichte des südlichen Afrikas“ dargestellt wurde.